# NGC 7742
NGC 7742 또는 계란 프라이 은하는 페가수스자리 방향으로 약 7,200만 광년 떨어져 있는 정면나선은하이다.

NGC 7742는, 특이한 점이 나선은하이지만, 바깥쪽의 나선팔이 안쪽의 나선팔보다 뚜렷하게 밝기의 차이가 있다는 점에서 다른 나선은하보다 구분된다. 천문학에서, 이 같은 은하를 '고리 은하' 또는 '링 은하' (Ring Galaxy) 로 분류한다. NGC 7742의 경우, 가운데 은하핵과 흐릿한 나선팔의 조화 덕에 계란 프라이 은하라고도 불리기도 한다. NGC 7742는 LINER 은하이자, 2형 세이퍼트 은하로 분류되어 되어 왔는데, 이는 이 은하가 우리 은하를 포함한 평범한 은하보다 더 활발한 은하핵, 즉, 우리 은하보다 더 활발한 활동을 하는 초대질량 블랙홀을 가지고 있다는 걸 보여준다.

## 같이 보기
- 솜브레로 은하